# Sima (Hongarije)
 Sima is een plaats (község) en gemeente in het Hongaarse comitaat Borsod-Abaúj-Zemplén.  Sima telt 31 inwoners (2015).
Stad met comitaatsrecht (megyei jogú város): Miskolc

Steden (város): Abaújszántó · Alsózsolca · Borsodnádasd · Cigánd · Edelény · Emőd · Encs · Felsőzsolca · Gönc · Kazincbarcika · Mezőcsát · Mezőkövesd · Nyékládháza · Onga · Ózd · Pálháza · Putnok · Rudabánya · Sajóbábony · Sajószentpéter · Sárospatak · Sátoraljaújhely · Szendrő · Szerencs · Szikszó · Tiszaújváros · Tokaj

Vlekken (nagyközség): Arló · Hernádnémeti · Izsófalva · Múcsony · Ricse · Szentistván · Szirmabesenyő · Taktaharkány · Tiszalúc

Overige gemeenten (község): Abaújalpár · Abaújkér · Abaújlak · Abaújszolnok · Abaújvár · Abod · Aggtelek · Alacska · Alsóberecki · Alsódobsza · Alsógagy · Alsóregmec · Alsószuha · Alsótelekes · Alsóvadász · Arka · Arnót · Aszaló · Ároktő · Baktakék · Balajt · Baskó · Bánhorváti · Bánréve · Becskeháza · Bekecs · Berente · Beret · Berzék · Bodroghalom · Bodrogkeresztúr · Bodrogkisfalud · Bodrogolaszi · Bogács · Boldogkőújfalu · Boldogkőváralja · Boldva · Borsodbóta · Borsodgeszt · Borsodivánka · Borsodszentgyörgy · Borsodszirák · Bódvalenke · Bódvarákó · Bódvaszilas · Bózsva · Bőcs · Bükkábrány · Bükkaranyos · Bükkmogyorósd · Bükkszentkereszt · Bükkzsérc · Büttös · Csenyéte · Cserépfalu · Cserépváralja · Csernely · Csincse · Csobaj · Csobád · Csokvaomány · Damak · Dámóc · Debréte · Detek · Dédestapolcsány · Domaháza · Dövény · Dubicsány · Egerlövő · Erdőbénye · Erdőhorváti · Égerszög · Fancsal · Farkaslyuk · Fáj · Felsőberecki · Felsődobsza · Felsőgagy · Felsőkelecsény · Felsőnyárád · Felsőregmec · Felsőtelekes · Felsővadász · Filkeháza · Fony · Forró · Fulókércs · Füzér · Füzérkajata · Füzérkomlós · Füzérradvány · Gadna · Gagyapáti · Gagybátor · Gagyvendégi · Galvács · Garadna · Gelej · Gesztely · Gibárt · Girincs · Golop · Gömörszőlős · Göncruszka · Györgytarló · Halmaj · Hangács · Hangony · Háromhuta · Harsány · Hegymeg · Hejce · Hejőbába · Hejőkeresztúr · Hejőkürt · Hejőpapi · Hejőszalonta · Hercegkút · Hernádbűd · Hernádcéce · Hernádkak · Hernádkércs · Hernádpetri · Hernádszentandrás · Hernádszurdok · Hernádvécse · Hét · Hidasnémeti · Hidvégardó · Hollóháza · Homrogd · Igrici · Imola · Ináncs · Irota · Jákfalva · Járdánháza · Jósvafő · Karcsa · Karos · Kács · Kánó · Kány · Kázsmárk · Kelemér · Kenézlő · Keresztéte · Kesznyéten · Kéked · Királd · Kiscsécs · Kisgyőr · Kishuta · Kiskinizs · Kisrozvágy · Kissikátor · Kistokaj · Komjáti · Komlóska · Kondó · Korlát · Kovácsvágás · Köröm · Krasznokvajda · Kupa · Kurityán · Lak · Lácacséke · Ládbesenyő · Legyesbénye · Léh · Lénárddaróc · Litka · Makkoshotyka · Martonyi · Mád · Mályi · Mályinka · Megyaszó · Meszes · Mezőnagymihály · Mezőnyárád · Mezőzombor · Méra · Mikóháza · Mogyoróska · Monaj · Monok · Muhi · Nagybarca · Nagycsécs · Nagyhuta · Nagykinizs · Nagyrozvágy · Nekézseny · Nemesbikk · Négyes · Novajidrány · Nyésta · Nyíri · Nyomár · Olaszliszka · Ormosbánya · Oszlár · Ónod · Pamlény · Parasznya · Pácin · Pányok · Pere · Perecse · Perkupa · Prügy · Pusztafalu · Pusztaradvány · Radostyán · Ragály · Rakaca · Rakacaszend · Rásonysápberencs · Rátka · Regéc · Répáshuta · Révleányvár · Rudolftelep · Sajóecseg · Sajógalgóc · Sajóhídvég · Sajóivánka · Sajókaza · Sajókápolna · Sajókeresztúr · Sajólád · Sajólászlófalva · Sajómercse · Sajónémeti · Sajóörös · Sajópálfala · Sajópetri · Sajópüspöki · Sajósenye · Sajószöged · Sajóvámos · Sajóvelezd · Sály · Sárazsadány · Sáta · Selyeb · Semjén · Serényfalva · Sima · Sóstófalva · Szakácsi · Szakáld · Szalaszend · Szalonna · Szászfa · Szegi · Szegilong · Szemere · Szendrőlád · Szentistvánbaksa · Szin · Szinpetri · Szomolya · Szögliget · Szőlősardó · Szuhafő · Szuhakálló · Szuhogy · Taktabáj · Taktakenéz · Taktaszada · Tarcal · Tard · Tállya · Telkibánya · Teresztenye · Tibolddaróc · Tiszabábolna · Tiszacsermely · Tiszadorogma · Tiszakarád · Tiszakeszi · Tiszaladány · Tiszapalkonya · Tiszatardos · Tiszatarján · Tiszavalk · Tolcsva · Tomor · Tornabarakony · Tornakápolna · Tornanádaska · Tornaszentandrás · Tornaszentjakab · Tornyosnémeti · Trizs · Uppony · Újcsanálos · Vadna · Vajdácska · Varbó · Varbóc · Vatta · Vágáshuta · Vámosújfalu · Vilmány · Vilyvitány · Viss · Viszló · Vizsoly · Zalkod · Zádorfalva · Zemplénagárd · Ziliz · Zubogy · Zsujta